# Пендрак-Янович, Рышард
Ры́шард Пе́ндрак-Я́нович (пол. Ryszard Pędrak-Janowicz; 17 мая 1932, Львов — 3 февраля 2004, Краков) — польский саночник, выступал за сборную Польши во второй половине 1950-х — первой половине 1960-х годов. Участник зимних Олимпийских игр в Инсбруке, чемпион мира в зачёте двухместных саней, призёр многих международных турниров и национальных первенств.

## Биография
Рышард Пендрак-Янович родился 17 мая 1932 года во Львове. Санным спортом увлёкся после переезда в город Крыница, где существовала хорошая санно-бобслейная трасса. Выступал сначала за местный клуб, потом представлял ещё несколько команд, а в конечном итоге присоединился к спортивному обществу «Горняк» из Катовице. На международном уровне дебютировал в 1954 году, когда побывал на чемпионате Европы в швейцарском Давосе, занял здесь 38 место на одноместных санях и 11 на двухместных. Первого серьёзного успеха добился на домашнем мировом первенстве в Крынице — он очень хорошо был знаком с этой трассой, поэтому показал на ней весьма серьёзные результаты: завоевал серебро в одиночном разряде и бронзу в парном (в двухместных санях с ним выступила Халина Лахета).
В 1962 году, когда чемпионат мира вновь проходил в Крынице, Пендрак-Янович не смог воспользоваться преимуществами домашней трассы и показал в одиночках только пятое время. Зато год спустя в австрийском Имсте с товарищем по команде Люцьяном Кудзей добыл золото в парном разряде и получил звание чемпиона мира по санному спорту. Также участвовал здесь в заездах одиночек, но в число призёров не попал — был шестым.
Благодаря череде удачных выступлений в 1964 году Пендрак-Янович удостоился права защищать честь страны на зимних Олимпийских играх в Инсбруке, на первых в истории олимпийских соревнованиях по санному спорту. Выступал в двойках с Кудзей, при этом после первого заезда они показали шестое время, а после второго разделил пятую позицию с командой Италии, которую представляли Джованни Грабер и Джампаоло Амбрози. Вскоре после этих соревнований он покинул большой спорт. Всего за свою продолжительную карьеру он семь раз становился чемпионом Польши, три раза выигрывал открытый чемпионат Чехословакии. Помимо санного спорта также пробовал себя в скелетоне, в этой дисциплине был серебряным призёром польского национального первенства. Умер 3 февраля 2004 года в Кракове.